# Pseudaletia idisana
Pseudaletia idisana là một loài bướm đêm trong họ Noctuidae.